# Avenida José María Moreno
La avenida José María Moreno es una arteria vial de la Ciudad de Buenos Aires, Argentina.

## Recorrido
La avenida nace en el área comercial del barrio de Caballito, a partir de la Avenida Rivadavia siendo continuación de la Avenida Acoyte. En esta esquina se encuentra la estación Acoyte de la Línea A del Subte de Buenos Aires.
Con sentido norte-sur, recorre hacia el sur del barrio de Caballito, cruzando la Avenida Juan Bautista Alberdi y Avenida Directorio; esta última forma parte del límite con el barrio de Parque Chacabuco, encontrándose aquí la estación José María Moreno de la Línea E de subterráneos.
Ya en el barrio de Parque Chacabuco, cruza la Autopista 25 de Mayo, la Avenida Asamblea y termina en la Avenida Cobo. Sigue su curso ya con el nombre de Avenida Daract dentro del barrio de Nueva Pompeya.
| CONTgq | TEEa | STRq |

|  | RM |

| STRq | RMKRZ | CONTfq |

|  | RM |

| RMCONTgq | RMKRZ | RMq |

| STRq | RMKRZ | STRq |

| RMq | RMKRZ | RMCONTfq |

| RAq | RMu + RAq | RAq |

|  | RM |

| RMq | RMKRZ | RMq |

|  | RM |

| RMq | RMKRZ | RMq |

## Toponimia

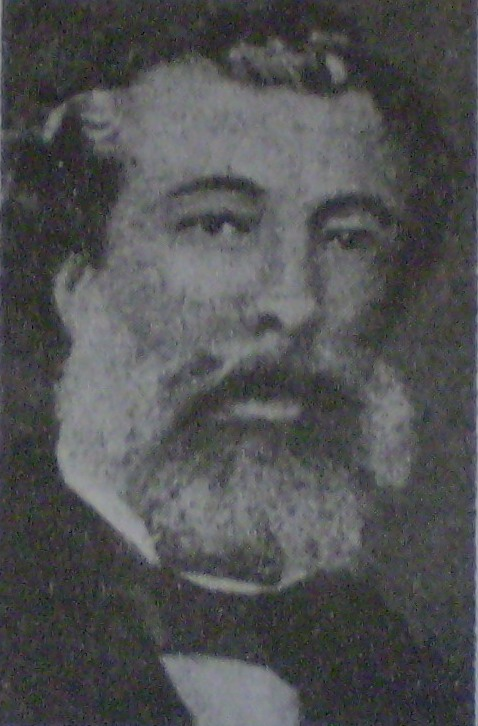
José María Moreno.

Recibe el nombre de José María Moreno, quien fuera Ministro de guerra interino, y Gobernador de Buenos Aires en 1880. Sobrino del prócer Mariano Moreno.